# Горно (литературная группа)

Члены литературной организации западноукраинских пролетарских писателей «Горно»

Горно (Горнило, укр. Група західноукраїнских пролетарських письменників) — литературная организация западноукраинских пролетарских писателей, сыгравшая большую роль в консолидации революционных литературных сил Галиции и оказавшая влияние на развитие литературного процесса далеко за пределами Западной Украины. Была связана с нелегальной Коммунистической партией Западной Украины.

## История
12 мая 1929 года на майском съезде украинских пролетарских писателей во Львове была создана Группа западноукраинских пролетарских писателей, получившая название «Горно» («Горнило»). В манифесте, подписанном 21 участником съезда, было указано, что новая организация стоит на позициях марксизма и будет бороться вместе с пролетариатом за освобождение и новый мир. Литературным органом группы стал журнал «Окна» (укр. «Вікна»), основанный в 1927 году.
Чехословацкий журналист, критик, писатель и публицист Юлиус Фучик в еженедельнике «Творба» («Tvorba») назвал создание группы «значительным событием в литературной жизни последних лет в Восточной Галиции».
«Горно» пропагандировала идеи социалистической революции, осуществляла связи с советской литературой, боролась с буржуазными националистами.
Группа прекратила существование осенью 1932 года в связи с фашистским террором в Польше, в которую в то время входила Восточная Галиция. После воссоединения западноукраинских земель с Советской Украиной (1939) некоторые участники группы стали советскими писателями, другие же перешли в национал-демократический лагерь.

## Члены группы
В группу «Горно» вошли наиболее известные из западноукраинских пролетарских писателей: Василий Бобинский, Андрей Волощак, Александр Гаврилюк, Ярослав Галан, Петр Козланюк, Ярослав Кондра, Антонина Матуливна, Влас Мизинец, Мирослава Сопилка, Степан Тудор и другие.
Часть из них в результате гонений вынуждена была эмигрировать в Советскую Украину, часть была заключена в тюрьмах Польши.